# Ignacy Kajetan Chrzanowski
Ignacy Kajetan Chrzanowski (ur. 1801, zm. 13 września 1854 w Sielcach) – urzędnik Królestwa Polskiego, literat.

## Życiorys
Urodził w 1801 w rodzinie Kajetana herbu Korab i jego żony Anny z Rogoskich, miał siostrę Annę Eleonorę, zamężną za Stanisława Franciszka Wernickiego.
Studiował prawo i teologię na Królewskim Uniwersytecie Warszawskim. W 1821 relegowany z uczelni, wraz z Michałem Dembińskim i Ferdynandem Kellerem za założenie tajnego Bractwa Burszów Polskich.
W 1829 założył i redagował "Tygodnik dla Dzieci". Wyszły cztery tomy po 12 numerów. W 1830 wraz ze Stanisławem Jachowiczem wydawał "Dziennik dla Dzieci".
Brał udział w Powstaniu Listopadowym jako działacz i sekretarz Towarzystwa Patriotycznego.
W 1833-49 pracował jako urzędnik w Komisji Rządowej Przychodów i Skarbu Królestwa Polskiego. Żonaty z Joanną Zebrzuską, mieli pięcioro dzieci: Adolfa Jakuba, Ludmiłę, Emilię Bronisławę, Bolesława, Wandę i Zdzisława Euzebiusza. Zmarł 13 września 1854 i pochowany został na cmentarzu powązkowskim.